# 段贵建
段贵建（1971年12月—），男性，汉族，湖南祁阳人，1991年8月参加工作，1993年6月加入中国共产党，大学文化，农艺师。中华人民共和国政治人物。

## 生平
段贵建早年在郴州农业机械化学校汽车修理专业中专学习。1991年毕业后，分配至祁阳县茅竹乡，任乡人民政府秘书。翌年，调任至张公坪乡人民政府，并于其间加入中国共产党。1995年，出任祁阳县文富市乡副乡长。同年，文富市乡升格为镇，改任中共祁阳县文富市镇工委委员、党政办主任。1996年，改任文富市镇工委委员、建设办主任。同年，改任中共祁阳县纪委办公室纪检员，其间，他曾在永州市委党校涉外经管专业函授专科学习两年。
2000年，改任中共祁阳县委组织部副科级组织员。2001年，主政祁阳县梅溪镇，任镇党委副书记、镇长，并于其间在中央党校函授学院法律专业本科学习两年。2004年，升格为中共梅溪镇党委书记。
2007年，任永州市农科所党委副书记、所长，成为正处级干部。2010年兼任农科所党委书记、所长，在任期间，他领导永州市农科所主持了二低三高冬油菜新品种“油研2013”的选育与应用。2015年，改任永州市农业委党组成员、副主任。
2016年至2021年担任永州市扶贫开发办公室党组书记、主任。在任期间，因在脱贫攻坚战中作出贡献，2021年2月25日全国脱贫攻坚总结表彰大会上，段贵建被授予“全国脱贫攻坚先进个人”荣誉称号。2021年5月，出任中共江华瑶族自治县党委书记。
2018年，段贵建当选为湖南省第十三届人民代表大会代表。